# وانغ كيه
وانغ كيه (بالصينية: 王珂) هو لاعب كرة قدم صيني، ولد في 31 أغسطس 1983 في تشينغداو في الصين. لعب مع شانغهاي غرينلاند شينهوا ونادي بكين سينوبو غوان.